# Mistelås landskommun
Mistelås landskommun var en tidigare kommun i Kronobergs län.

## Administrativ historik
Kommunen bildades i Mistelås socken i Allbo härad i Småland då 1862 års kommunalförordningar trädde i kraft.
I samband med kommunreformen 1952 inkorporerade den i Moheda landskommun. Denna upphörde 1971 och delen som motsvarade Mistelås överfördes till Alvesta kommun.